# Gunnar Staalesen
Gunnar Staalesen (nascido am 19 de outubro de 1947 em Bergen) é um escritor norueguês.  Seus romances tem o personagem Varg Veum, um ex-funcionário do Serviço de Proteção à Infância que se tornou detetive particular. Ele vendeu mais de 5 milhões de livros em 26 países.

## Biografia
Staalesen tem uma graduação Candidatus philologiae na Universidade de Bergen Trabalhou na Den Nationale Scene, o principal teatro de Bergen.
Staalesen escreveu desde de 1969 até hoje mais de 20 romances policiais, de mistério e outros, inclusive romances históricos. Seu primeiro romance "Uskyldigtider" (Tempos Inocentes) foi publicado em 1969, quando ele tinha 22 anos. Staalesen é mais conhecido por seu trabalho na série criminal envolvendo um investigador particular de Bergen, Varg Veum. Os livros sobre Varg Veum foram traduzidos para 12 idiomas.